# 高橋雅裕
高橋 雅裕（たかはし まさひろ、1964年7月10日 - ）は、愛知県豊明市出身の元プロ野球選手（内野手・外野手）、野球指導者、野球解説者でもある。一時期「高橋 眞裕」と改名したこともある。右投げ右打ち（1993年ごろまでは両打ち）。

## 経歴

### プロ入り前
名古屋電気高等学校では2年生の時、1年上のエース工藤公康を擁し、二塁手として1981年夏の甲子園に出場。準決勝に進むが、報徳学園の金村義明に抑えられ惜敗。工藤以外の1学年先輩のチームメートに捕手の山本幸二と遊撃手の中村稔がおり、安達俊也は1学年後輩にあたる。翌1982年夏も県予選準決勝に進むが、野中徹博を擁する中京高に敗退、甲子園には届かなかった。
1982年度ドラフト会議にて横浜大洋ホエールズから4位指名を受けて入団。

### プロ入り後
1985年はイースタン・リーグで16盗塁を記録。1軍では主に二塁手の控えとして24試合に出場。1986年は加藤博一の故障により、2番打者としての出場が増える。俊足の持ち主で、犠打などの小技も巧みなことから、“ニュースーパーカートリオ”の呼び名もあがった。
1987年には古葉竹識監督に重用され、遊撃手のレギュラーに定着。翌1988年に同じ遊撃手であった山下大輔がシーズン開幕前日に引退したのは、高橋のレギュラー定着によるものともいわれている。
1988年5月6日から1番打者として全試合に出場、打率.293（542打数159安打）という成績を残す。守備においては1988年から1989年にかけて、山下を超える遊撃手の連続無失策記録を樹立。1988年については、全試合に遊撃手として出場して失策7、守備率.989は全12球団の遊撃手でもっとも高かった。しかし1988年のセ・リーグ遊撃手部門表彰は、ゴールデングラブ賞が中日のルーキー・立浪和義、ベストナインも当時パワーヒッターとして活躍していたヤクルトの池山隆寛が獲得した。
1989年の開幕戦で連続無失策が記録が途切れると、昨年見せた堅守が一転し、この年は86試合で18失策を記録するなど、左肘骨折の影響もあって精彩を欠くプレーが多くなった。さらに翌1990年、監督が古葉から須藤豊に代わってからは、進藤達哉や石井琢朗など若手の台頭もあって出場機会が減少。以降は右打席に専念して代打や外野を含む守備要員となった。
1997年には千葉ロッテマリーンズへ移籍。ユーティリティープレイヤーとして主に内・外野の控えから犠打要員としてチームを支えた。1999年シーズンを最後に現役を引退。
大洋での応援歌は童謡「グリーングリーン」からの採譜で、球団名が横浜ベイスターズに変わった際に別の曲となったが、ロッテへの移籍後に再び使用された。古巣ではその後、ライアン・グリンの応援歌原曲としても使用された。

### 現役引退後
引退後はロッテで一軍外野守備・走塁コーチ（2000年, 2002年）、二軍外野守備・走塁コーチ（2001年）を務めた。2005年には新球団・東北楽天ゴールデンイーグルス一軍守備・走塁コーチに就任したが、1年で解任。楽天退団後はJ SPORTS・tvk解説者（2006年 - 2007年）を経て、2008年は横浜に一軍走塁コーチとして復帰したが、チームが最下位に低迷したため、1年で解任された。
横浜退団後は東北放送・STVラジオ・スカイ・A sports+解説者（2009年 - 2010年）を経て、2011年から韓国プロ野球・起亜タイガース守備コーチに就任したが、同年限りで退任した。2012年より東北放送・TBSニュースバード、2014年からTBSチャンネル2解説者に就任した。
2015年からベースボール・チャレンジ・リーグ、群馬ダイヤモンドペガサスの内野守備コーチに就任。2016年からは野手コーチとなり、2019年に退任した。
2023年11月1日、5年ぶりに群馬に復帰して監督に就任することが発表された。
プロ野球マスターズリーグにも参加。2005年から2006年シーズンは札幌アンビシャスの一員としてプレーし、打率.657という驚異的な数字で首位打者を獲得。チームも優勝し、MVPに選ばれた。

## 選手としての特徴・人物
俊足・強肩を生かした堅実な内野守備が最大の武器。打撃では犠打などの小技が巧みであった。守備では主に遊撃手を守ったが、1993年ごろからは外野手にも回り、常時4種類のグラブを用意するようになった。1994年には一塁手で出場し、捕手を除く全ポジションでの出場を果たしている。
盗塁成功率は高かったものの、自分の走力だけを頼みに走る傾向があり、後に高橋は「もうちょっと自分の足に自信を持って、相手バッテリーの考え方が分かっていれば、もっと走れたと思う」と語っている。
高校卒業後は社会人のトヨタ自動車へ進むことが内定していたが、ドラフト会議で大洋から4位で指名されると、嬉しさのあまり入団を即答したという。
1994年の試合で急遽一塁手を守ることになり、ファーストミットを持っていなかったため、その場は外野手用のグラブで対応した。その後、ファーストミットを発注している。

## 詳細情報

### 年度別打撃成績
| 年 度      | 球 団      | 試 合 | 打 席 | 打 数 | 得 点 | 安 打 | 二 塁 打 | 三 塁 打 | 本 塁 打 | 塁 打 | 打 点 | 盗 塁 | 盗 塁 死 | 犠 打 | 犠 飛 | 四 球 | 敬 遠 | 死 球 | 三 振 | 併 殺 打 | 打 率 | 出 塁 率 | 長 打 率 | O P S |
| ---------- | ---------- | ----- | ----- | ----- | ----- | ----- | -------- | -------- | -------- | ----- | ----- | ----- | -------- | ----- | ----- | ----- | ----- | ----- | ----- | -------- | ----- | -------- | -------- | ----- |
| 1985       | 大洋 横浜  | 24    | 39    | 32    | 5     | 8     | 2        | 0        | 0        | 10    | 0     | 2     | 0        | 4     | 0     | 3     | 0     | 0     | 7     | 0        | .250  | .314     | .313     | .627  |
| 1986       | 大洋 横浜  | 103   | 228   | 204   | 29    | 46    | 9        | 2        | 0        | 59    | 8     | 18    | 2        | 15    | 0     | 8     | 0     | 0     | 58    | 2        | .225  | .255     | .289     | .544  |
| 1987       | 大洋 横浜  | 128   | 507   | 438   | 45    | 104   | 9        | 3        | 2        | 125   | 24    | 14    | 9        | 27    | 4     | 36    | 7     | 2     | 102   | 6        | .237  | .296     | .285     | .581  |
| 1988       | 大洋 横浜  | 130   | 585   | 542   | 62    | 159   | 22       | 2        | 3        | 194   | 42    | 16    | 3        | 4     | 5     | 34    | 1     | 0     | 96    | 3        | .293  | .332     | .358     | .690  |
| 1989       | 大洋 横浜  | 86    | 305   | 268   | 25    | 60    | 14       | 0        | 2        | 80    | 27    | 5     | 4        | 2     | 3     | 30    | 6     | 2     | 47    | 4        | .224  | .304     | .299     | .602  |
| 1990       | 大洋 横浜  | 119   | 473   | 385   | 47    | 87    | 16       | 2        | 2        | 113   | 15    | 14    | 4        | 40    | 1     | 44    | 0     | 3     | 76    | 4        | .226  | .309     | .294     | .603  |
| 1991       | 大洋 横浜  | 99    | 307   | 250   | 41    | 57    | 16       | 2        | 0        | 77    | 16    | 17    | 3        | 27    | 0     | 29    | 0     | 1     | 54    | 3        | .228  | .311     | .308     | .619  |
| 1992       | 大洋 横浜  | 22    | 25    | 22    | 3     | 3     | 1        | 0        | 0        | 4     | 1     | 1     | 0        | 0     | 0     | 3     | 0     | 0     | 10    | 0        | .136  | .240     | .182     | .422  |
| 1993       | 大洋 横浜  | 86    | 215   | 185   | 24    | 46    | 5        | 1        | 3        | 62    | 12    | 7     | 4        | 2     | 1     | 24    | 0     | 3     | 45    | 3        | .249  | .343     | .335     | .678  |
| 1994       | 大洋 横浜  | 81    | 159   | 131   | 18    | 26    | 5        | 2        | 1        | 38    | 11    | 1     | 2        | 8     | 1     | 19    | 0     | 0     | 21    | 1        | .198  | .298     | .290     | .588  |
| 1995       | 大洋 横浜  | 68    | 96    | 84    | 20    | 22    | 6        | 0        | 1        | 31    | 6     | 2     | 1        | 3     | 0     | 9     | 0     | 0     | 18    | 3        | .262  | .333     | .369     | .702  |
| 1996       | 大洋 横浜  | 56    | 56    | 45    | 6     | 8     | 2        | 1        | 0        | 12    | 2     | 1     | 3        | 2     | 0     | 9     | 1     | 0     | 13    | 0        | .178  | .315     | .267     | .581  |
| 1997       | ロッテ     | 44    | 15    | 12    | 8     | 3     | 0        | 0        | 0        | 3     | 0     | 1     | 0        | 1     | 0     | 2     | 0     | 0     | 4     | 0        | .250  | .357     | .250     | .607  |
| 1998       | ロッテ     | 4     | 5     | 4     | 0     | 0     | 0        | 0        | 0        | 0     | 0     | 0     | 0        | 1     | 0     | 0     | 0     | 0     | 1     | 1        | .000  | .000     | .000     | .000  |
| 1999       | ロッテ     | 51    | 54    | 40    | 13    | 13    | 2        | 0        | 0        | 15    | 4     | 1     | 1        | 6     | 0     | 8     | 0     | 0     | 12    | 0        | .325  | .438     | .375     | .813  |
| 通算：15年 | 通算：15年 | 1101  | 3069  | 2642  | 346   | 642   | 109      | 15       | 14       | 823   | 168   | 100   | 36       | 142   | 15    | 258   | 15    | 11    | 564   | 30       | .243  | .311     | .312     | .623  |

- 各年度の太字はリーグ最高
- 大洋（横浜大洋ホエールズ）は、1993年に横浜（横浜ベイスターズ）に球団名を変更

### 記録
- 初出場・初先発出場：1985年9月11日、対阪神タイガース22回戦（横浜スタジアム）、8番・二塁手として先発出場
- 初安打：同上、9回裏に嶋田章弘から二塁打
- 初盗塁：1985年10月2日、対読売ジャイアンツ25回戦（横浜スタジアム）、9回裏に二盗（投手：鹿取義隆、捕手：山倉和博）
- 初打点：1986年5月10日、対中日ドラゴンズ5回戦（ナゴヤ球場）、7回表に宮下昌己から決勝適時打
- 初本塁打：1987年8月13日、対中日ドラゴンズ17回戦（ナゴヤ球場）、5回表に森口益光から2ラン
- 1000試合出場：1996年9月1日、対広島東洋カープ23回戦（横浜スタジアム）、6回表に宮川一彦に代わり三塁手として出場　※史上337人目

### 背番号
- 32 （1983年 - 1987年）
- 6 （1988年 - 1996年）
- 35 （1997年 - 1999年）
- 80 （2000年 - 2002年、2005年）
- 82 （2008年）
- 78 （2011年）
- 88 （2015年 - 2019年）
- 89 （2024年 - ）

### 登録名
- 高橋 雅裕 （たかはし まさひろ、1983年 - 1990年、2005年、2008年、2011年、2015年 - 2019年、2024年 - ）
- 高橋 眞裕 （たかはし まさひろ、1991年 - 2002年）

## 関連情報

### 出演番組
J SPORTS
- J SPORTS STADIUM
- メジャーリーグ中継 (J SPORTS)

TBSニュースバード
- 侍プロ野球（BS-TBSにネットされる場合あり）

tvk
- tvkプロ野球中継 横浜DeNAベイスターズ熱烈LIVE

東北放送
- TBC Exciting Ballpark - テレビ
- TBCイーグルスナイター／TBCイーグルスベースボール - ラジオ

STVラジオ
- STVアタックナイター

スカイ・A sports+
- スカイ・Aスタジアム